# Lucílio de Albuquerque

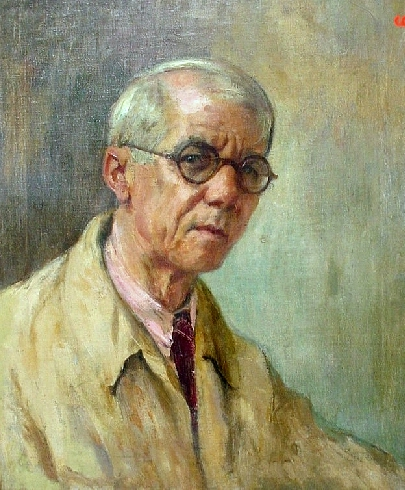
Selbstbildnis, o. D., Öl auf Leinwand, 55,2 × 46 cm, Museu de História e Artes do Estado do Rio de Janeiro

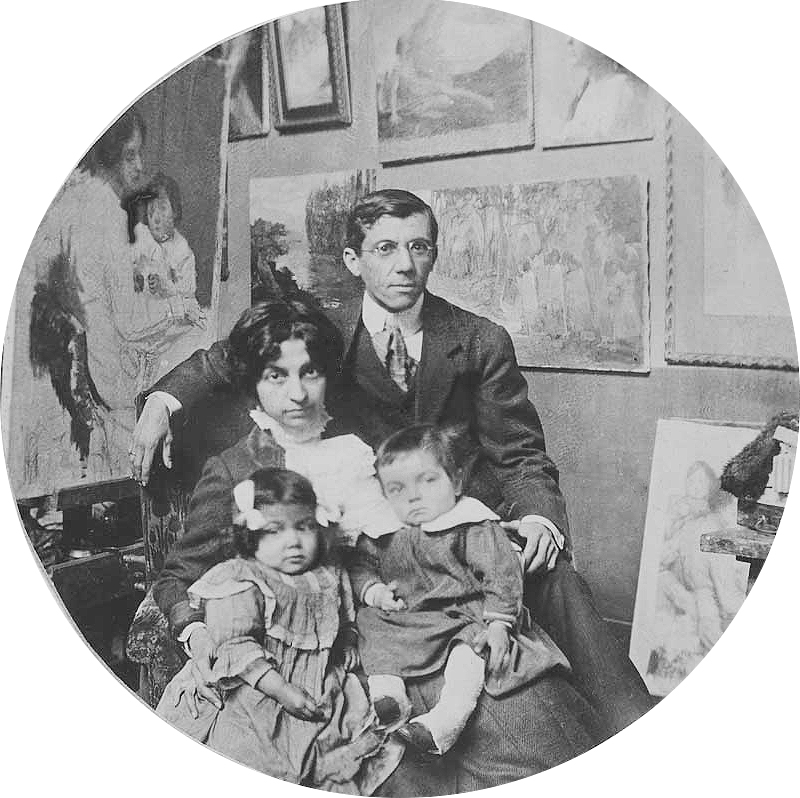
Lucílio und Georgina de Albuquerque

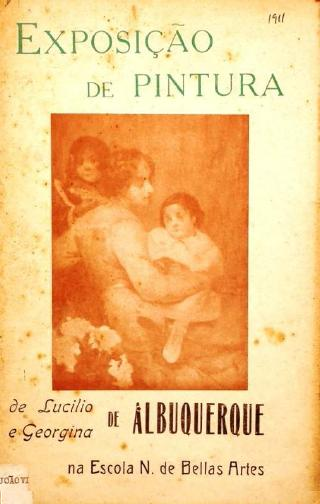
Katalogumschlag 1911, Escola Nacional de Belas Artes

Lucílio de Albuquerque (* 9. Mai 1877 in Barras, Piauí; † 19. April 1939 in Rio de Janeiro) war ein brasilianischer zumeist impressionistischer Maler, Grafiker und Kunsthochschullehrer.

## Leben
Albuquerque war der Sohn eines Appellationsrichters im Kaiserreich Brasilien. Er studierte eine kurze Zeit Rechtswissenschaft in Pernambuco und an der juristischen Fakultät der Universidade de São Paulo, bevor er nach Rio de Janeiro umzog und sich in die Escola Nacional de Belas Artes (ENBA) einschrieb. Zu seinen Lehrern gehörten dort João Zeferino da Costa, Rodolfo Amoedo, Henrique Bernardelli und Daniel Bérard. Bei Bernardelli studierte auch Georgina de Albuquerque, die er 1904 dort kennenlernte und 1906 heiratete. Seine Ausstellungstätigkeit begann 1901 mit der Teilnahme an der 8. Exposição Geral de Belas Artes, auf der 13. Ausgabe dieser Ausstellungsreihe in Rio de Janeiro hatte Albuquerque 1906 den Prêmio Viagem erhalten, ein mehrjähriges Reisestipendium für Europa. Im gleichen Jahr reiste das Paar nach Paris, wo sich beide bei der École nationale supérieure des beaux-arts de Paris und der Académie Julian einschrieben. In Paris kam er in Kontakt mit Impressionismus und Symbolismus.
An der Académie Julian studierte er bei Henri Royer und Jean-Paul Laurens. Er hatte auch Zugang zu den Ateliers von Eugène Grasset und stellte im Salon des Artistes Français aus. Für den brasilianischen Pavillon der Weltausstellung Turin 1911 schuf er Glasmalereien. 
Nach fünf Jahren kehrten die Albuquerques 1911 nach Rio de Janeiro zurück und hatten im gleichen Jahr eine Gemeinschaftsausstellung in der ENBA, er selbst wurde dort in Nachfolge von Zeferino da Costa Lehrer für figürliches Zeichnen und erhielt 1916 eine Professorenstelle. Auf den Exposições Geral de Belas Artes erhielt er mehrere Auszeichnungen, 1937 wurde er Direktor der Escola Nacional de Belas Artes, trat aber aus Gesundheitsgründen ein Jahr später wieder zurück.
1940 hatte Georgina de Albuquerque nach dem Tod ihres Ehemannes das Museu Lucílio de Albuquerque in ihrem Haus in Laranjeiras gegründet. Seine Werke befinden sich in mehreren renommierten Kunstmuseen in Brasilien.

## Rezeption
Für den Kunsthistoriker Teixeira Leite entwickelt sich Lucílio de Albuquerque in seinem Werk von Schatten zu Licht, also von der anfänglichen Verwendung einer Palette dunkler Töne, die allmählich zu hellen Tönen übergehen und sich auch von der realistischen Auffassung der Form entfernen, um später chromatische Effekte fast expressionistisch zu erreichen. Der Künstler zeichnet sich auch durch seine Landschaften in Plein-air (Freilichtmalerei) aus. Das Werk Albuquerques fällt in einen Zeitraum, in dem die akademische Kunst in Auseinandersetzungen mit den modernen Künstlern gegenüber stand, wie sie sich ab der Semana de Arte Moderna im Februar 1922 durchzusetzen begannen. Hierbei spielten auch Reformen im Ausbildungsprozess der Kunsthochschulen eine Rolle, bei denen er sich offen zeigte. Georgina und Lucílio de Albuquerque wurden nicht Teil der neuen Avantgarde, jedoch schreibt Mário de Andrade 1939 dem Bild Retrato de Georgina de Albuquerque eine „fortschrittliche Moderne“ und „sicherlich einen Platz in der nationalen Kunstgeschichte“ zu.

## Ausstellungen
- 1901: 8. Exposição Geral de Belas Artes, Rio de Janeiro. Regelmäßig nahm er bis zu 14. Ausgabe 1907 teil, nach der Unterbrechung durch seinen Frankreichaufenthalt dann regelmäßig von der 19. Ausgabe 1912 bis zur 39. Ausgabe 1933.
- 1908: Salon de Paris, Paris - zusammen mit den Brasilianern Belmiro de Almeida und Pedro Alexandrino
- 1909: Salon des Artistes Français, Paris
- 1910: Salon des Artistes Français, Paris
- 1910: Exposition Internacional de Bruxelles
- 1911: Exposição de pintura de Lucilio e Georgina de Albuquerque, Escola Nacional de Belas Artes, mit Ausstellungskatalog
- 1911: Weltausstellung Turin 1911
- 1911: Salon des Artistes Français, Paris
- 1911/1912, 1912/1913: 1. und 2. Exposição Brasileira de Belas Artes, Liceu de Artes e Ofícios de São Paulo, São Paulo
- 1914: Lucílio de Albuquerque, Salvador, Bahia
- 1914: Lucílio de Albuquerque, Porto Alegre, Rio Grande do Sul
- 1915: Lucílio de Albuquerque, São Paulo
- 1918: Lucílio de Albuquerque, Rio de Janeiro
- 1920: Lucílio de Albuquerque, Recife, Pernambuco
- 1921: Lucílio de Albuquerque, Buenos Aires, Argentinien
- 1927: Coletiva, Nicholas Roerich Museum, New York, USA
- 1928: Grupo Almeida Júnior, Palácio das Arcadas, São Paulo
- 1930: The First Representative Collection of Paintings by Brazilian Artists, Nicholas Roerich Museum, New York, USA[5]
- 1931: Lucílio de Albuquerque, Rio de Janeiro
- 1934: 1. Salão Paulista de Belas Artes, São Paulo
- 1935: Lucílio de Albuquerque, Rio de Janeiro
- 1935/1936: The 1935 International Exhibition of Paintings, Carnegie Institute, Pittsburgh und Cleveland, USA
- 1936: Lucílio de Albuquerque, São Paulo
- 1937: 5. Salão Paulista de Belas Artes, São Paulo

posthum
- 1940: Lucílio de Albuquerque: exposicao retropectiva, Museu Nacional de Belas Artes, mit Ausstellungskatalog
- 1940: Exposição Retrospectiva: obras dos grandes mestres da pintura e seus discípulos, São Paulo
- 1944: Exposição de Auto-Retratos, Museu Nacional de Belas Artes, Rio de Janeiro
- 1946: 12. Salão Paulista de Belas Artes, Galeria Prestes Maia, São Paulo
- 1948: Retrospectiva da Pintura no Brasil, Museu Nacional de Belas Artes, Rio de Janeiro
- 1950: Um Século de Pintura Brasileira: 1850–1950, Museu Nacional de Belas Artes, Rio de Janeiro, dann Pernambuco (Wanderausstellung)
- 1955: Exposição de longa duração, Pinacoteca do Estado de São Paulo, São Paulo
- 1961: O Rio na Pintura Brasileira, Biblioteca Estadual da Guanabara, Rio de Janeiro
- 1970: Pinacoteca do Estado de São Paulo, São Paulo
- 1977: Exposição Lucílio e Georgina de Alberquerque. Em comemoração ao centenário de nascimento de Lucílio de Albuquerque. Museu Nacional de Belas Artes, Rio de Janeiro
- 1978: A Paisagem na Coleção da Pinacoteca: Do Século XIX aos Anos 40, Pinacoteca do Estado de São Paulo, São Paulo
- 1980: A Paisagem Brasileira: 1650–1976, Paço das Artes, São Paulo
- 1984/1985: Tradição e Ruptura: síntese de arte e cultura brasileiras, Fundação Bienal, São Paulo
- 1985: 100 Obras Itaú, Museu de Arte de São Paulo Assis Chateaubriand, São Paulo
- 1986: Dezenovevinte: uma virada no século, Pinacoteca do Estado de São Paulo, São Paulo
- 1988: Brasiliana: o homem e a terra, Pinacoteca do Estado de São Paulo, São Paulo
- 1989: Pintura Brasil Século XIX: obras do acervo Banco Itaú, Itaugaleria (Avenida Brasil), São Paulo
- 1991: A Arte nos Estudos de Lucílio de Albuquerque, Galeria Augusto Malta, Rio de Janeiro
- 1992: O Olhar de Sérgio sobre a Arte Brasileira: desenhos e pinturas, Biblioteca Municipal Mário de Andrade, São Paulo
- 1994: Bienal Brasil Século XX, Fundação Bienal de São Paulo, São Paulo
- 1994: Um Olhar Crítico sobre o Acervo do Século XIX, Pinacoteca do Estado de São Paulo, São Paulo
- 1995: Da Marinha à Natureza Morta, Campinas, SP
- 1997: Ar: exposição de artes plásticas, brinquedos, objetos e maquetes, Paço Imperial, Rio de Janeiro
- 2000: De Frans Post a Eliseu Visconti: acervo Museu Nacional de Belas Artes - RJ, Museu de Arte do Rio Grande do Sul Ado Malagoli, Porto Alegre
- 2000: Brasil + 500 Mostra do Redescobrimento. Negro de Corpo e Alma, Fundação Casa França-Brasil, Rio de Janeiro
- 2002: Arte Brasileira sobre Papel: séculos XIX e XX, Solar do Jambeiro, Niterói, RJ
- 2004: O Preço da Sedução: do espartilho ao silicone, Itaú Cultural, São Paulo
- 2006: Lucílio Albuquerque, Caixa Cultural Rio, Rio de Janeiro
- 2010: sp-arte 2010, Fundação Bienal de São Paulo, São Paulo
- 2011/2012: Arte e Cultura no Vale do Paraíba, Palácio Boa Vista, Campos de Jordão, SP
- 2012: Modernismos: 90 anos de 1922, Caixa Cultural, Rio de Janeiro

## Werke

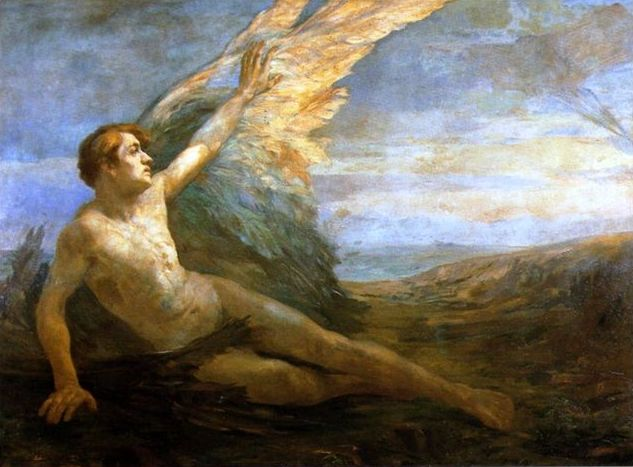
Ikarus, Öl auf Leinwand, 1910, 146,4 × 204 cm, Museu Nacional de Belas Artes
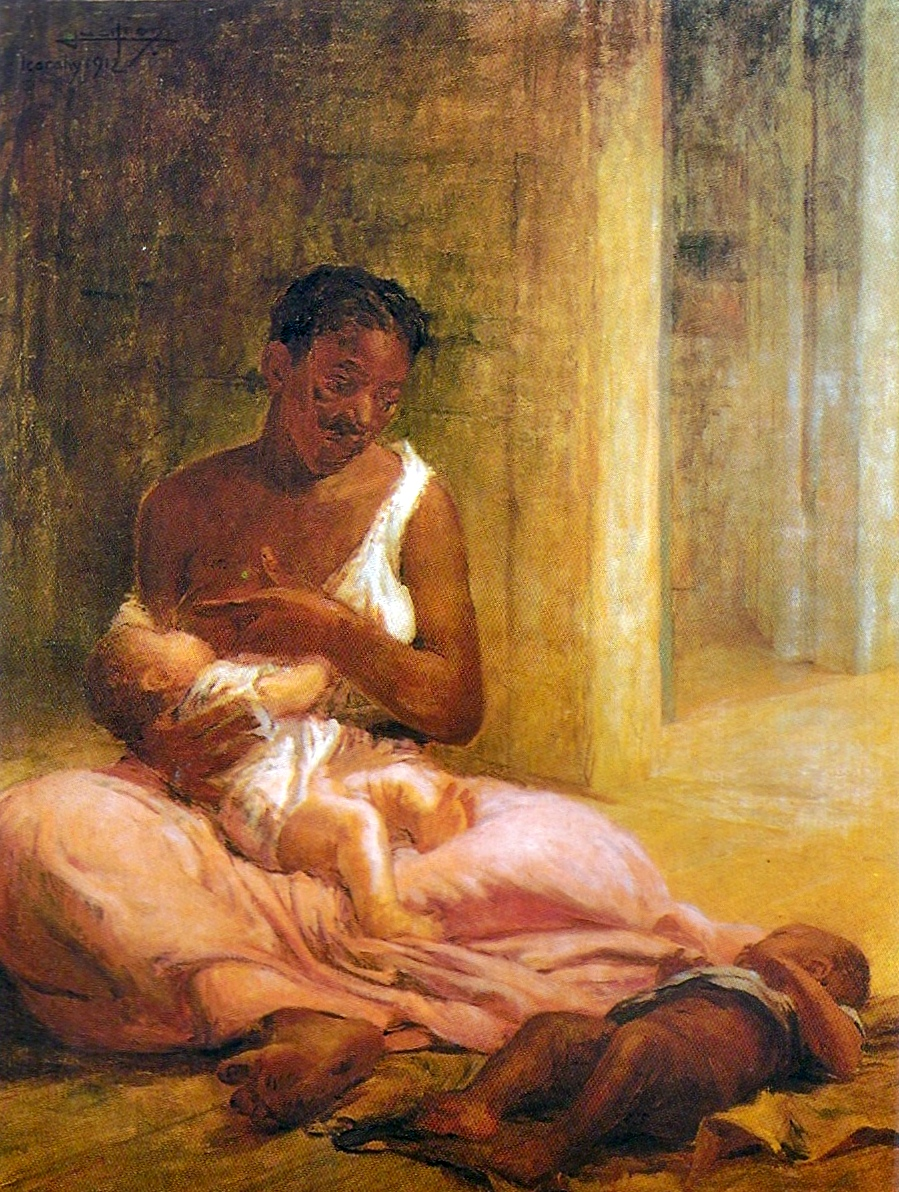
Schwarze Mutter, Öl auf Leinwand, 1912, 150 × 112 cm
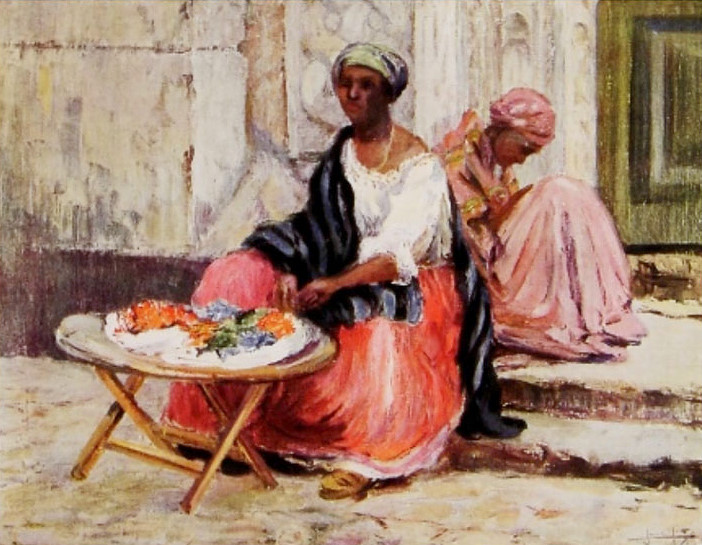
Doceira baiana, Öl auf Leinwand, o. D., 73 × 92 cm
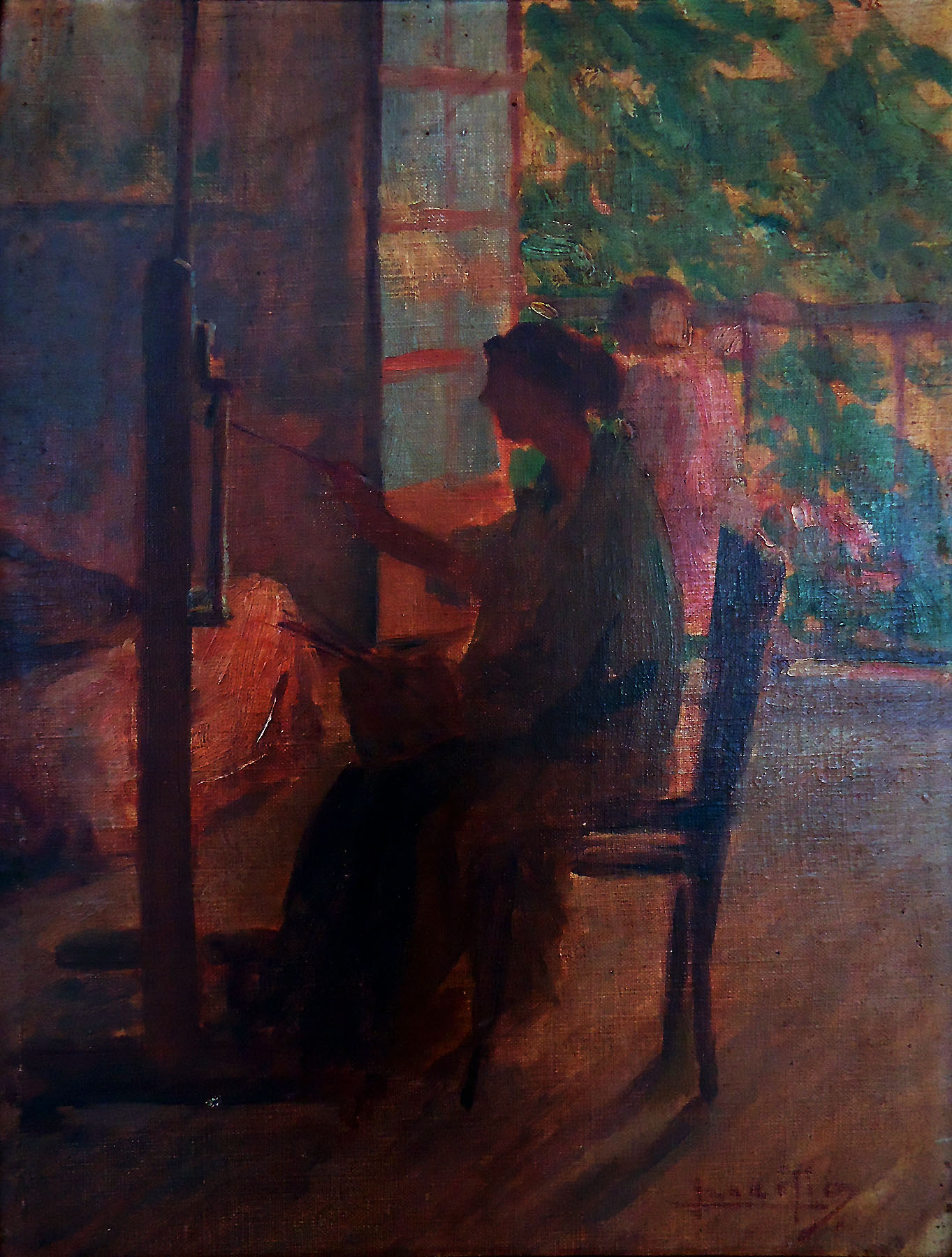
Georgina de Albuquerque, Öl auf Leinwand, zwischen 1910 und 1920, 30,9 × 21,7 cm
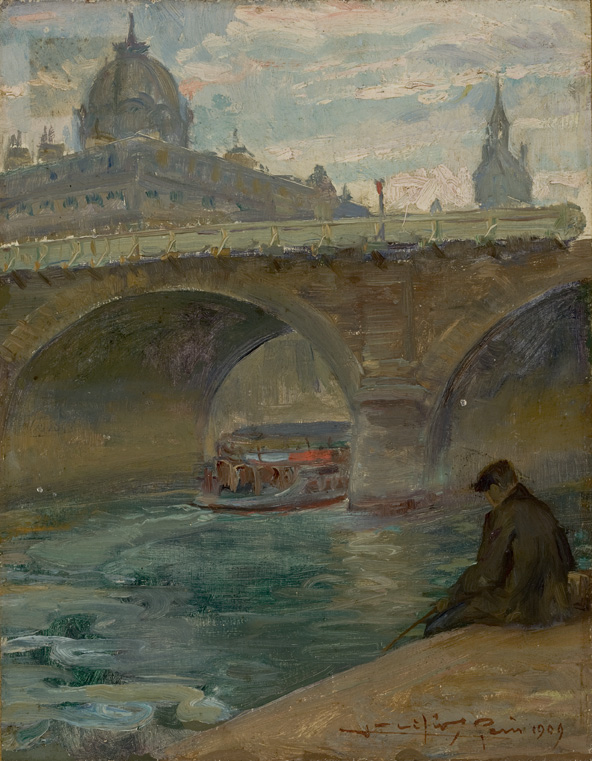
Seine mit Pont Notre-Dame, Öl auf Holz, 1909, 24 × 19 cm, Museu de Arte de São Paulo
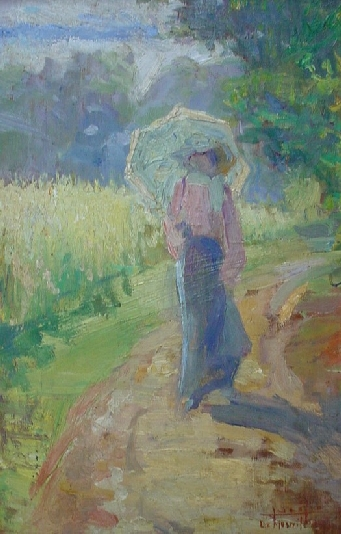
Landschaft in Le Mesnil, Öl auf Holz, 1906, 24,3 × 16 cm, Museu de História e Artes do Estado do Rio de Janeiro
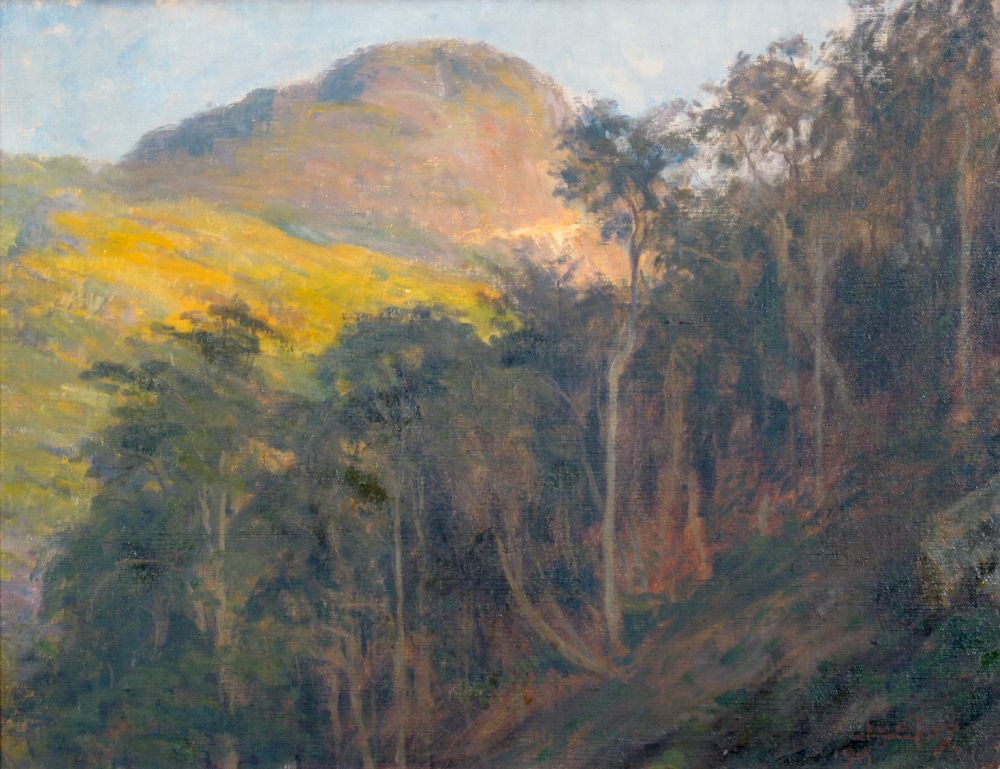
Landschaft, Öl auf Leinwand, 1913, 50 × 65 cm, Pinacoteca Barão de Santo Ângelo
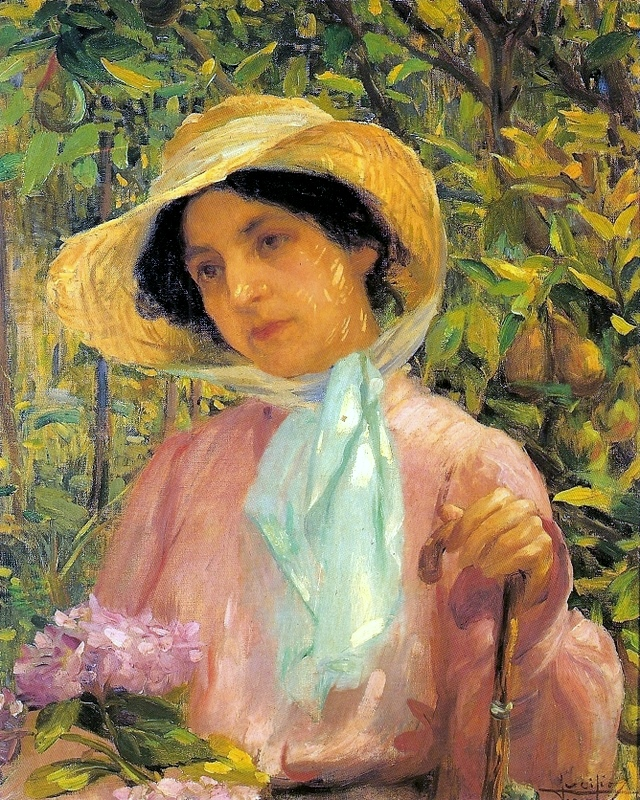
Porträt Georgina de Albuquerque, 1907, Öl auf Leinwand, 61 × 50 cm, Pinacoteca do Estado de São Paulo